# Chelonus minytellus
Chelonus minytellus är en stekelart som beskrevs av Van Achterberg och Braet 2001. Chelonus minytellus ingår i släktet Chelonus och familjen bracksteklar. Inga underarter finns listade i Catalogue of Life.